# Martín (Hache)
Martín (Hache) è un film del 1997 diretto da Adolfo Aristarain.